# Haackgreerius miopus
Genre
Espèce
Synonymes
- Lygosoma miopus Greer & Haacke, 1982

Haackgreerius miopus, unique représentant du genre Haackgreerius, est une espèce de sauriens de la famille des Scincidae.

## Répartition
Cette espèce est endémique de Somalie.

## Étymologie
Le genre Haackgreerius est nommé en l'honneur de Wulf Dietrich Haacke et d'Allen E. Greer.

## Publications originales
- Greer & Haacke, 1982 : A new and unusual species of Lygosoma (Lacertilia: Scincidae) from the Horn of Africa. Annals Transvaal Museum, vol. 33, no 10, p. 153-164 (texte intégral).
- Lanza, 1983 : A list of the Somali amphibians and reptiles. Monitore zoologico italiano, supp. 18, no 8, p. 193-247.